# Camilo (cantante)
Camilo, pseudonimo di Camilo Echeverry Correa (Medellín, 16 marzo 1994), è un cantautore colombiano.

## Biografia

### Inizi (2007-2017)
Dopo alcune apparizioni in TV come presentatore per alcuni show, decide di concentrarsi sulla sua carriera musicale.
Nel 2015 si è trasferito a Miami, dove in seguito ha fatto carriera scrivendo canzoni per altri artisti, come Sin Pijama di Becky G e Natti Natasha, e Veneno di Anitta.

### Successo come solista (2018-presente)
Nel 2018 ha collaborato con il duo Mau & Ricky alla canzone Desconocidos, che ha raggiunto il numero 23 della classifica Billboard Latin Pop e dopo il successo del singolo, Camilo ha rivelato nel febbraio 2019 di aver firmato con la Sony Music Latin.
Il suo primo album in studio intitolato Por primera vez è stato pubblicato il 17 aprile 2020 e ha debuttato al numero uno nella classifica Billboard Latin Pop Albums e al numero cinque nella classifica Top Latin Albums. Contiene dieci singoli, tra cui Tutu con Pedro Capó che ha raggiunto la posizione numero due nella classifica Billboard Latin Pop.
Nel 2020 ha pubblicato brani come Vida de Rico e Bebè con El Alfa, e ha partecipato ad altri brani come il remix di Tattoo di Rauw Alejandro o Amen di Ricardo Montaner.
Nel febbraio del 2021 lancia Machu Picchu con Evaluna, sua moglie. Insieme a quest'ultima canzone, ha annunciato la data di uscita del suo secondo album in studio, intitolato Mis Manos, che è stato pubblicato il 4 marzo 2021.

## Vita privata
Dall'aprile 2015 ha una relazione con l'attrice e cantante venezuelana Evaluna Montaner, figlia del cantante Ricardo Montaner e sorella minore del duo musicale Mau y Ricky, con cui si è sposato l'8 febbraio 2020. Il 6 aprile 2022 nasce la loro prima figlia Índigo, e il 1º agosto 2024 nasce la loro seconda figlia Amaranto.

## Discografia

### Album in studio
- 2020 – Por Primera Vez (Sony Latin, HAMM)
- 2021 -  Mis Manos (Sony Latin, HAMM)
- 2022 – De Adentro Pa Afuera (Sony Latin, HAMM)
- 2023 - De Adentro Pa Afuera Deluxe Edition (Sony Latin, HAMM)
- 2024 - Cuatro (Sony Latin, HAMM)

### Mixtape
- 2008 - Regálame tu corazón (RCN)
- 2010 - Tráfico de Sentimientos (Sony Colombia)

### Singoli
- 2019 – No te vayas
- 2019 – Tutu (feat. Pedro Capó)
- 2019 – La difícil
- 2020 - Por primera vez (con Evaluna Montaner)
- 2020 - Favorito
- 2020 - El mismo aire (versione solista o con Pablo Alborán)
- 2020 - Vida de rico
- 2020 - Bebé (con El Alfa o versione remix con Gusttavo Lima)
- 2021 - Ropa cara
- 2021 - Machu Picchu (con Evaluna Montaner)
- 2021 - Millones
- 2021 - Kesi
- 2021 - Kesi (Remix) (con Shawn Mendes)
- 2021 - Índigo (con Evaluna Montaner)
- 2021 - Pesadilla
- 2022 - Pegao
- 2022 - NASA
- 2022 - Naturaleza (con Nicki Nicole)

Come artista ospite
- 2018 - Desconocidos (Mau y Ricky feat. Manuel Turizo & Camilo)
- 2019 - La boca (Mau y Ricky feat. Camilo)
- 2019 - Primer avión (Matisse feat. Camilo)
- 2019 - Boomshakalaka (Dimitri Vegas & Like Mike, Afro Bros & Sebastián Yatra feat. Camilo e Emilia)
- 2020 - Si me dices que si (Reik feat. Camilo & Farruko)
- 2020 - Tattoo Remix (Rauw Alejandro feat. Camilo)
- 2020 - Titanic (Kany García feat. Camilo)
- 2020 - Despeinada (Ozuna feat. Camilo)
- 2020 - Amén (Ricardo Montaner feat. Mau y Ricky, Camilo & Evaluna Montaner)
- 2021 - 999 (Selena Gomez feat. Camilo)
- 2022 - Buenos días (Wisin & Los Legendarios feat. Camilo)
- 2022 - Baloncito viejo (Carlos Vives feat. Camilo)
- 2023 - Be Who You Are (Real Magic) (Jon Batiste feat. J.I.D, NewJeans & Camilo)
- 2024 - Mi Corazón (Jacob Collier feat. Camilo)

## Premi e riconoscimenti
- 2020 - Premios Nuestra Tierra[9]
  - Candidatura - Artista dell'anno
  - Vinto - Miglior nuovo artista[10]
  - Candidatura - Canzone dell'anno per Tutu (feat. Pedro Capó)
  - Candidatura - Canzone pop dell'anno per Tutu (feat. Pedro Capó)
  - Candidatura - Artista pop dell'anno
  - Candidatura - Canzone del pubblico per Tutu (feat. Pedro Capó)
- 2020 - iHeartRadio Music Awards
  - Candidatura - Miglior nuovo artista pop latino/urban[11]
- 2020 - Kids' Choice Awards México[12]
  - Candidatura - Hit latina preferita per Favorito e Tattoo (Remix)
  - Candidatura - Artista o gruppo latino preferito
  - Vinto - Ship preferita (con Evaluna Montaner)
  - Candidatura - Style preferito
- 2020 - Latin Grammy Awards[13]
  - Candidatura - Album dell'anno per Por primera vez
  - Candidatura - Registrazione dell'anno per Tutu (feat. Pedro Capó)
  - Candidatura - Canzone dell'anno per Tutu (feat. Pedro Capó) e El mismo aire
  - Candidatura - Miglior album pop vocale per Por primera vez
  - Vinto - Canzone pop dell'anno per Tutu (feat. Pedro Capó)